# Аллен, Изабель
Изабель Люси Аллен (англ. Isabelle Lucy Allen; род. 16 марта 2002) — британская юная актриса театра и кино, наиболее известная своей ролью молодой Козетты в фильме-адаптации 2012 года «Отверженные». Эта роль принесла актрисе признание со стороны критиков и награды за «Лучший актёрский ансамбль» и премию «Спутник» за «Лучшую роль в кино».

## Карьера
Талант Аллен был обнаружен Джереми Джеймсом Тейлором, главой Британского национального молодёжного музыкального театра, после того как он увидел её в спектакле «Крысолов» в Истборне, в Восточном Суссексе. Первый профессиональный кинодебют актрисы состоялся в 2012 году в фильме «Отверженные», в роли молодой Козетты, а взрослую версию персонажа сыграла Аманда Сейфрид. Данная роль принесла актрисе премию «Молодой актёр» в номинации «Лучшая актриса второстепенной роли в возрасте от десяти лет и более». Позже она сыграла эту роль в музыкальной постановке «Отверженные» в театре «Уэст-Энд». В дальнейшем она продолжала играть в этом мюзикле вплоть до марта 2013 года, поочерёдно играя эту роль с Луис Эллингтон, Эшли Голдберг и Сарой Хаттлстон. С июля по сентябрь 2013 играла роль Бригитты фон Трапп в мюзикле «Звуки музыки» поочерёдно играя свою роль с Имоджен Генри и Авой Мерсон О’Брайан. Снимается в телесериале CBBC «Хетти Физер».

## Личная жизнь
Родителями Изабель являются Элейн и Найджел Аллены.

## Фильмография

### Фильм
| Год  | Название                      | Роль                   | Примечания |
| ---- | ----------------------------- | ---------------------- | --- |
| 2012 | Отверженные                   | Молодая Козетта        | Премия Национального совета кинокритиков США за лучший актёрский ансамбль Премия Гильдии киноактёров США за лучший актёрский состав в игровом кино Полный список номинаций см. в английском разделе статьи |
| 2015 | Кровавая леди Батори          | Алетта                 | В Великобритании выпущен под названием Кровь Графини |
| 2015 | Чужими глазами                | Невидимая (The Unseen) | короткометражный, по одноимённому рассказу Стивена Кинга |
| 2016 | Контракт                      | Кейси                  | |
| 2016 | Давай будем плохими           | Кассандра              | |
| 2016 | Супербой: сын завтрашнего дня | Хоуп                   | короткометражный |
| 2017 | Элли                          | Элли                   | короткометражный |
| 2017 | Крайности                     | Анна                   | |
| 2019 | Клуб анонимных киллеров       | Морган                 | |
| 2020 | Макс Клауд                    | Сара                   | |

### Телевидение
| Год       | Название      | Роль         | Примечания                 |
| --------- | ------------- | ------------ | -------------------------- |
| 2015      | Гуин и Дракон | Гуин         | короткометражный телефильм |
| 2015—2017 | Хетти Физер   | Элизабет     | телесериал                 |
| 2018      | Безопасность  | Кэрри Делани | телесериал                 |